# Caribou (album)
Caribou je osmé studiové album anglického hudebníka Eltona Johna. Vydáno bylo v červnu roku 1974. Nahráno bylo v lednu 1974 ve studiích Caribou Ranch a Brother Studios a jeho producentem byl Gus Dudgeon. Album bylo neúspěšně nominováno na cenu Grammy. V britské (UK Albums Chart) i americké (Billboard 200) hitparádě dosáhlo první příčky.

## Seznam skladeb
Autory všech skladeb jsou Elton John a Bernie Taupin.
1. „The Bitch Is Back“ – 3:44
2. „Pinky“ – 3:54
3. „Grimsby“ – 3:47
4. „Dixie Lily“ – 2:54
5. „Solar Prestige a Gammon“ – 2:52
6. „You're So Static“ – 4:52
7. „I've Seen the Saucers“ – 4:48
8. „Stinker“ – 5:20
9. „Don't Let the Sun Go Down on Me“ – 5:36
10. „Ticking“ – 7:33

## Obsazení
- Elton John – zpěv, klavír, varhany
- Davey Johnstone – kytara, mandolína, doprovodné vokály
- Dee Murray – baskytara, doprovodné vokály
- Nigel Olsson – bicí, doprovodné vokály
- Ray Cooper – tamburína, konga, píšťalka, vibrafon, virbl, kastaněty, trubicové zvony, rumba koule
- Bruce Johnston – doprovodné vokály
- Carl Wilson – doprovodné vokály
- Clydie King – doprovodné vokály
- Sherlie Matthews – doprovodné vokály
- Jessie Mae Smith – doprovodné vokály
- Dusty Springfield – doprovodné vokály
- Toni Tennille – doprovodné vokály
- Billy Hinsche – doprovodné vokály
- Tower of Power – žestě
- David Hentschel – syntezátor, mellotron
- Lenny Pickett – saxofon, klarinet
- Chester D. Thompson – varhany